# Antoni Malczewski
Antoni Malczewski (3 de junho de 1793 - Varsóvia, 2 de maio de 1826) foi um poeta romântico, escritor e alpinista polaco.

## Escritor
Escritor e poeta romântico, considerado como fazendo parte da chamada Escola Ucraniana, publica em 1825 o célebre Marie, Poème d'Ukranie, dedicado a Julian Ursyn Niemcewicz, e onde conta a história de uma mulher que se casa com um nobre e sobe assim os escárnio da sociedade . Diz-se que este livro foi influenciado pelo encontro com Lord Byron que Malczewski encontrou em Veneza.

## Alpinimo
Antoni Malczewski é o primeiro da grande lista dos alpinistas polacos, mas se o oitavo mundial a subir o Monte-Branco, é no entanto o primeiro a subir à Agulha do Midi a 4 de Agosto de 1818 acompanhado pelo guia de montanha J.M. Balmat, o Monte-Branco.

## Artigos
- Christopher John Murray, ed. (2004). "Malczewski, Antoni". Encyclopedia of the Romantic Era, 1760-1850. 2. Taylor & Francis.  ISBN 1-57958-422-5